# República dos Piratas
```
   |-
       |
Erro:
:  
valor não especificado para "
nome_comum
"

   |-
       | 
Erro:
:  
valor não especificado para "
continente
"
```

A República dos Piratas foi a base e reduto de uma confederação independente dirigida por corsários que se tornaram piratas em Nassau, na ilha de Nova Providência nas Bahamas, durante a Idade de Ouro da Pirataria  durante cerca de doze anos, de 1706 a 1718. Embora não fosse uma república no sentido formal, era governada por um código pirata informal, que ditava que as tripulações da República votassem na liderança dos seus navios e tratassem as outras tripulações piratas com civilidade. O termo vem do livro homônimo de Colin Woodard.
As atividades dos piratas causaram estragos no comércio e na navegação nas Índias Ocidentais até que o recém-nomeado Governador Real das Ilhas Bahamas, Woodes Rogers, chegou a Nassau em 1718 e restaurou o controle britânico. Rogers, ele próprio um ex-corsário, ofereceu clemência aos piratas das Bahamas, conhecido como "Perdão do Rei", uma oferta da qual muitos piratas aproveitaram, e embora alguns voltassem à pirataria nos anos seguintes, o controle britânico das Bahamas estava garantido.

## História
A era da pirataria nas Bahamas começou em 1696, quando o corsário Henry Avery trouxe seu navio, o Fancy, carregado com o saque dos navios mercantes indianos para o porto de Nassau. Avery subornou o governador Nicholas Trott com ouro e prata, e com o próprio Fancy, ainda carregado com 50 toneladas de presas de elefante e 100 barris de pólvora.  Isso estabeleceu Nassau como uma base onde os piratas podiam operar com segurança, embora vários governadores fizessem regularmente uma demonstração de repressão à pirataria.  Embora os governadores ainda estivessem legalmente no comando, os piratas tornaram-se cada vez mais poderosos. 
A era do verdadeiro controle pirata ocorreu quando uma frota combinada franco-espanhola atacou Nassau em 1703 e novamente em 1706; a ilha foi efetivamente abandonada por muitos de seus colonos e deixada sem qualquer presença do governo inglês.  Nassau foi então tomada por corsários ingleses, que se tornaram piratas completamente sem lei com o tempo. Os piratas atacaram navios franceses e espanhóis, enquanto as forças francesas e espanholas queimaram Nassau várias vezes. Os piratas estabeleceram-se em Nassau e essencialmente estabeleceram a sua própria república com os seus próprios governadores. Em 1713, a Guerra da Sucessão Espanhola terminou, mas muitos corsários britânicos demoraram a receber a notícia, ou relutaram em aceitá-la, e assim caíram na pirataria. Isto levou a que um grande número de corsários desempregados se dirigissem a Nova Providência para se juntarem à república e aumentarem o seu número. A república foi dominada por dois piratas famosos que eram rivais ferrenhos - Benjamin Hornigold e Henry Jennings. Hornigold foi mentor de piratas como o famoso Edward Teach, conhecido como "Barba Negra", junto com Sam Bellamy e Stede Bonnet. Jennings foi mentor de Charles Vane, "Calico" Jack Rackham, Anne Bonny e Mary Read. Apesar de suas rivalidades, os piratas formaram a Gangue Voadora e rapidamente se tornaram famosos por suas façanhas. O governador das Bermudas afirmou que havia mais de 1.000 piratas em Nassau naquela época e que superavam em número as meras centenas de habitantes da cidade. Barba Negra foi posteriormente votado pelos piratas de Nassau para ser seu magistrado, para estar no comando de sua república e fazer cumprir a lei e a ordem como bem entendesse.
O pirata Thomas Barrow declarou "que ele é governador de Providence e fará dela uma segunda Madagascar, e espera que mais 5 ou 600 homens das chalupas jamaicanas se juntem à colonização de Providence e façam guerra aos franceses e espanhóis, mas para o ingleses, eles não pretendem interferir com eles, a menos que sejam primeiro atacados por eles."  Embora originalmente os piratas tivessem evitado atacar os navios britânicos, esta restrição desapareceu com o tempo e, no seu auge, os piratas podiam comandar uma pequena frota de navios que poderia enfrentar as fragatas da Marinha Real. A quantidade de estragos causados pelos piratas levou a um clamor por sua destruição e, finalmente, o rei Jorge I nomeou Woodes Rogers como governador real das Bahamas para pôr fim à pirataria,     e ofereceu perdão a todos os piratas que se entregaram. 

### Fim da República
A notícia do perdão do rei foi trazida primeiro das Bermudas,  depois pelo capitão Vincent Pearse do HMS Phoenix,  e recebeu uma recepção mista,  alguns dos que rejeitaram o perdão sendo jacobitas.  Pearse fez uma lista de 209 piratas em Nova Providência – menos de metade dos piratas da ilha – que declararam a sua intenção de aceitar o perdão. 
Em 1718, Rogers chegou a Nassau com uma frota de vários navios, trazendo consigo a autoridade para conceder o Perdão do Rei. Entre os que aceitaram estava Benjamin Hornigold, e, num movimento astuto, Rogers encarregou Hornigold de caçar e capturar os piratas que se recusassem a render-se e a aceitar o perdão real. Sendo ele próprio um ex-corsário, Hornigold estava bem posicionado para entender o que precisava ser feito e perseguiu seus ex-camaradas com zelo. Embora piratas como Charles Vane e Barba Negra tenham evitado a captura, Hornigold fez dez piratas prisioneiros e na manhã de 12 de dezembro de 1718, nove deles foram executados. Este ato restabeleceu o controle britânico e acabou com a república dos piratas nas Bahamas. Os piratas que fugiram com sucesso continuaram as suas actividades piratas noutros locais das Caraíbas, no que ficou conhecido como a Idade de Ouro da Pirataria.

## Código de Conduta
Os piratas administravam seus negócios usando o que era chamado de código pirata, que era a base de sua afirmação de que seu governo em Nova Providência constituía uma espécie de república.  De acordo com o código, os piratas dirigiam seus navios democraticamente, dividindo igualmente o saque e selecionando e depondo seus capitães por voto popular.  Muitos dos piratas eram corsários desempregados desde o fim da Guerra da Rainha Ana e ex-marinheiros que se revoltaram contra as condições dos navios mercantes e de guerra. Os africanos podiam ser membros iguais da tripulação, e várias pessoas de ascendência mista europeia e africana tornaram-se capitães piratas. Alguns dos piratas também eram jacobitas, que se tornaram piratas para ajudar a restaurar ao trono a recém-deposta linhagem Stuart. Algumas mulheres piratas como Anne Bonny e Mary Read também estiveram presentes. 

## Piratas de Nassau

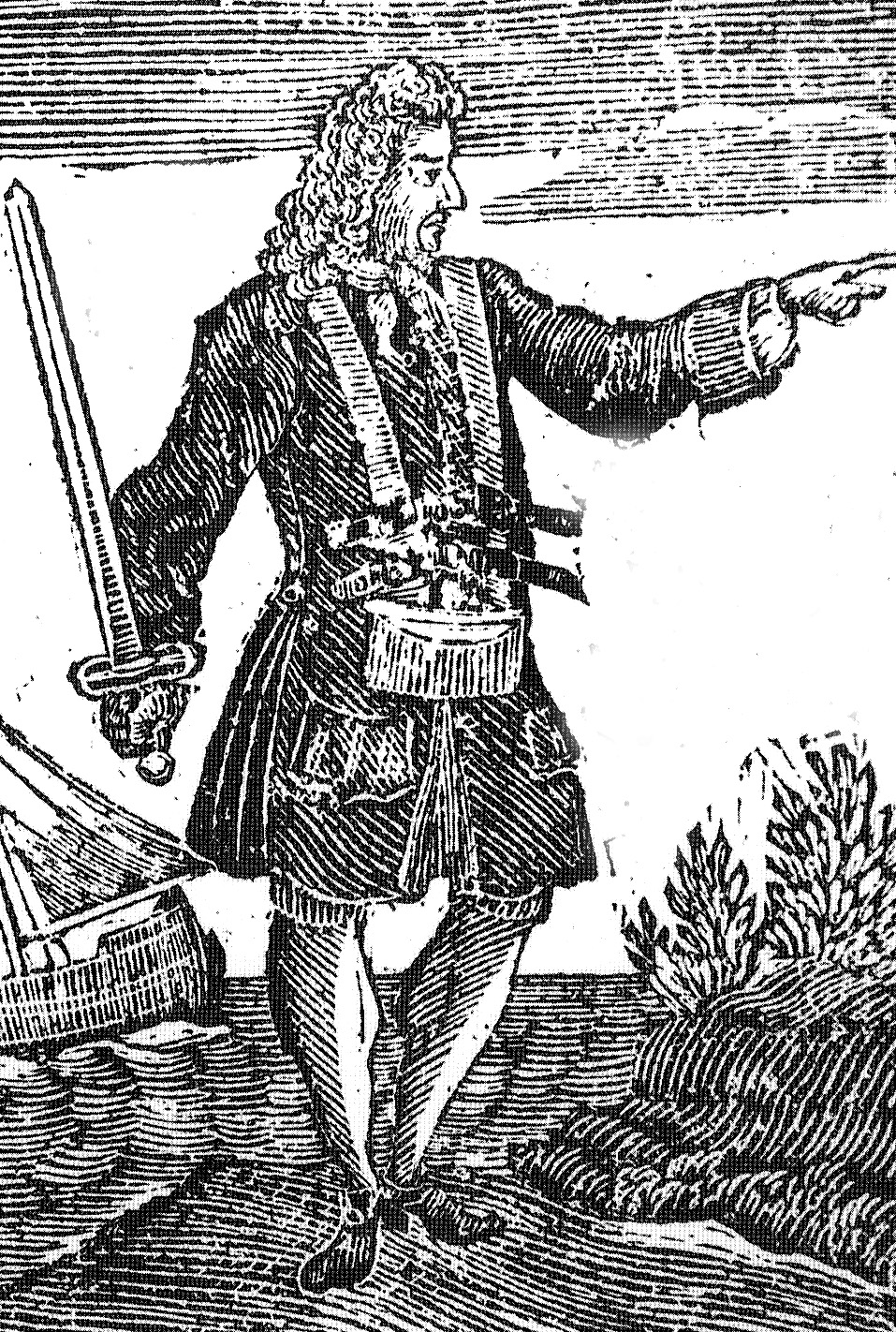
Charles Vane
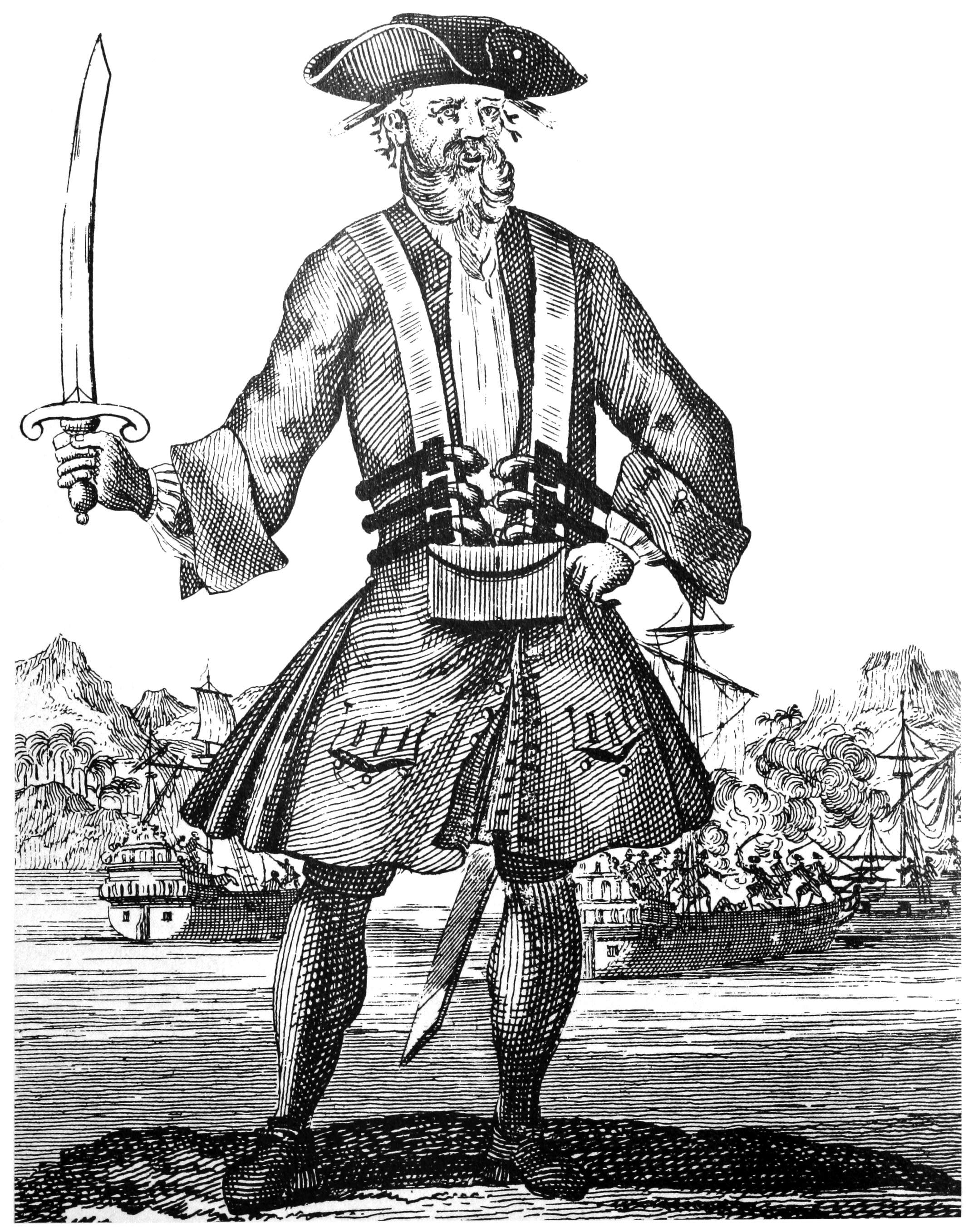
Edward Teach
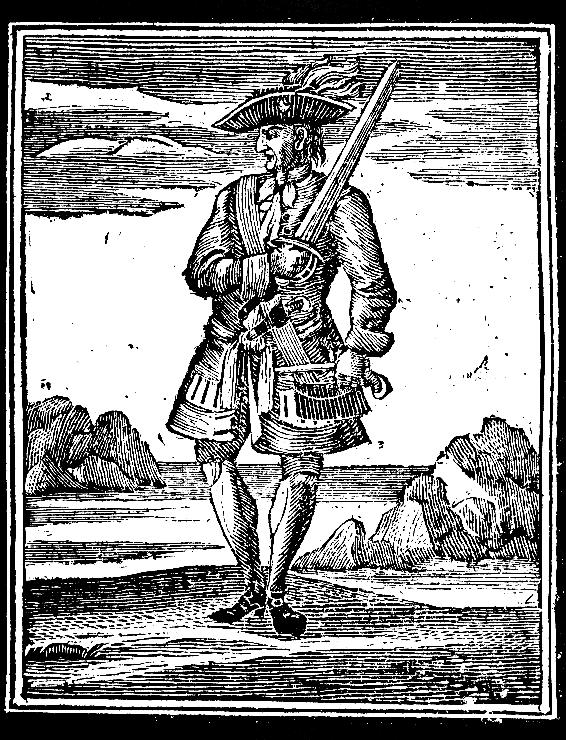
Jack Rackham

### Lista de piratas do Capitão Pearse que pretendiam tomar o "Perdão do Rei"
| Lista de piratas em Nova Providência que se renderam ao Capitão Pearse |
| 1. Parker Adams 2. Arthur Allen 3. James Coates 4. John Dalrymple 5. Benjamin Hornigold 6. Josiah Burgess 7. Francis Leslie 8. Thomas Nichols 9. Paulsgrave Williams 10. John Lewis 11. Richard Noland 12. John Martin 13. William Connor 14. Thomas Grahame 15. Thomas Terrell 16. John Ealling 17. Robert Wishort 18. James Gratrick 19. Edward Stacey 20. John Fennet 21. John Hunt 22. John Pearse 23. James Bryan 24. Henry Berry 25. Thomas Lamb 26. John Allen 27. Martin Carroll 28. Thomas Clies 29. John Kipperson 30. John Charlton 31. Francis Charnock 32. David Merredith 33. Edward Nowland 34. James Goodson 35. Dennis McCarthy 36. Rowld Barton 37. George Gador 38. George Mann 39. Richard Richards 40. Anthony Jacobs 41. Nabel Clarke 42. Henry Hawkins 43. Daniel White 44. Edward Savory 45. Peter Marshall 46. Archibald Murry 47. Daniel Hill 48. William Davey 49. Richard Taylor 50. Martin Townsend 51. Michl. Scrimshaw 52. Samuel Richardson 53. Robert Brown 54. Henry Cheek 55. Robert Hunter 56. James Moodey 57. Richard Kaine 58. Thomas Birdsale 59. Robert Dryker 60. Daniel Carman 61. John Dunkin 62. Geo Feversham 63. John Barker 64. Thomas Codd 65. William Roberts 66. John Waters 67. William Austin 68. Francis Roper 69. Griffith Williams 70. Edward German 71. John Clarke 72. Richard Bishop 73. Henry Barnes 74. Daniel Champeon 75. John [B/R]owell 76. William Willis 77. Tristram Wilson 78. Daniel Jones 79. Phillip Calvorley 80. James Brown 81. John Sutton 82. George Raddon 83. Adam Forbes 84. Cornelius Mahon 85. Thomas Pearse 86. David Ross 87. Jacob Johnson 88. William Bridges 89. Robert Brown 90. Rt. Moggridge 91. Henry Shipton 92. John Cullomore 93. Peter Johnson 94. Charles Morgan 95. John Auger 96. William South 97. Marmaduke Gee 98. James Morvat 99. Benjamin Turner 100. John Mutlow 101. John Stout 102. Thomas Reynolds 103. James Wheeler 104. Alexander Lyell 105. William Rouse 106. Joseph Clapp 107. Peter Goudet 108. Mark Holmes 109. Daniel Stillwell 110. John Edwards 111. Charles Garrison 112. Joseph Pearse 113. William Grahame 114. Alexander Campbell 115. James Nevill 116. James Fasset 117. Edward Berry 118. John Andrews 119. David Nearne 120. Garrt. Peterson 121. Richard Divelly 122. Charles Vane 123. Roger Houghton 124. Richard Valentine 125. Samuel Bryce 126. Richard Legatt 127. Richard Rawlings 128. Darby Connelly 129. Arthur Van Pelt 130. John Richards 131. Samuel Beach 132. William Peters 133. John Smith 134. George Sinclair 135. William Hasselton 136. William Harris 137. William Chow 138. Abraham Adams 139. Joseph Thompson 140. James Peterson 141. Peter Mallet 142. William Titso 143. John Arterile 144. John Mounsey 145. John Johnson 146. John Poley 147. John Farrow 148. Samuel Addy 149. John Magness 150. Thomas Trouton 151. Edward Miller 152. Daniel Swoord 153. Richard Earle 154. Anthony Kemp 155. John Carye 156. Robert Shear 157. John Mitchele 158. Edward Rogers 159. Michl. Rogers 160. John Kemp 161. John Sipkins 162. Othenius Davis 163. William Pinfold 164. Pearse Wright 165. Jacob Roberts 166. William Williams 167. Edward Wells 168. John Cockram 169. Joseph Fryers 170. George Rounsivell 171. John Creigh 172. William Roberts 173. Matthew Reveire 174. Joseph Michelbro 175. Robert Bass 176. James Kerr 177. Edward Kerr 178. Thomas Williamson 179. Thomas Chandler 180. Samuel Moodey 181. William Spencer 182. William Hunt 183. Nathaniel Hudson 184. William Smith 185. Adonijah Stanbury 186. Edward Bead 187. Edward Parmyter 188. Thomas Stoneham 189. John Crew 190. William Edmundson 191. Richard Hawks 192. Andrew Daws 193. Thomas Pearse 194. Richard Ward 195. Henry Glinn 196. Leigh Ashworth 197. Dominic Dwoouby 198. George Chissom 199. David Turner 200. Clois Derickson 201. Thomas Bradley 202. Thomas Emly 203. Nicholas Woodall 204. Edward Hays 205. Christopher Peters 206. John Jackson 207. Charles Whitehead 208. Edward Arrowsmith 209. John Perrin |
| Nomes em negrito indicam 19 piratas que retomaram a pirataria enquanto Pearse estava presente. |

## Na cultura popular
Em Assassin's Creed IV: Black Flag, o personagem fictício Edward Kenway ajuda a tomar o controle de Nassau e estabelecer a república pirata com outros grandes piratas da Idade de Ouro da Pirataria.  
A série de TV Black Sails é amplamente baseada na história e nos famosos habitantes piratas históricos de Nassau. As motivações de vários personagens estão enraizadas na ideia de estabelecer uma verdadeira “República dos Piratas” em Nassau. 
A série da Netflix The Lost Pirate Kingdom (2021) também é baseada nas façanhas e rivalidades da República dos Piratas, bem como da Gangue Voadora e seus membros, incluindo Benjamin Hornigold, Sam Bellamy, Henry Jennings e Barba Negra.
A série 2022 da HBO Max Our Flag Means Death apresenta a República dos Piratas no episódio 3, "A Gentleman Pirate".